# 何昌㝢
何 昌㝢（か しょうう、447年 - 497年）は、南朝宋から斉にかけての官僚。字は儼望。本貫は廬江郡灊県。高祖父は何準（何充の弟）。曾祖父は何惔。祖父は何叔度。父は何悠之。

## 経歴
何悠之の子として生まれた。南朝宋の建安王劉休仁が揚州刺史となると、昌㝢は召し出されて揚州主簿となった。司徒行参軍に転じ、太傅五官・司徒東閤祭酒・尚書儀曹郎を歴任した。元徽2年（474年）、建平王劉景素が征北将軍・南徐州刺史となると、昌㝢はその下で征北府主簿をつとめた。老齢の母を養うために官禄を求め、湘東郡太守として出向した。また蕭道成の下で驃騎功曹をつとめた。元徽4年（476年）、劉景素が反乱を起こして敗死すると、昌㝢は劉景素の冤罪を蕭道成や褚淵らに訴えた。
永明元年（483年）、南朝斉の竟陵王蕭子良が文学の官を置くよう上表すると、昌㝢は竟陵王文学となり、厚遇を受けた。揚州別駕に転じ、豫章王蕭嶷にもまた厚く遇された。太子中庶子に転じ、臨川郡内史として出向した。廬陵王中軍長史に任じられたが、受けないうちに再び太子中庶子となり、屯騎校尉を兼ねた。吏部郎に転じ、侍中となった。隆昌元年（494年）、臨海王蕭昭秀が荊州刺史となると、昌㝢はその下で西中郎長史・輔国将軍・南郡太守となり、行荊州事をつとめた。明帝が諸王を殺害するため、徐玄慶（『南史』では裴叔業）を派遣して西上させた。徐玄慶が荊州に入ると、昌㝢を頤使しようとした。昌㝢がこれを拒絶したため、蕭昭秀は建康に帰ることができた。
建武2年（495年）、昌㝢は侍中となり、長水校尉を兼ねた。吏部尚書に転じ、再び侍中となり、驍騎将軍を兼ねた。建武4年（497年）、死去した。享年は51。太常の位を追贈された。諡は簡子といった。

## 伝記資料
- 『南斉書』巻43 列伝第24
- 『南史』巻30 列伝第20